# 船津町 (鹿児島市)
船津町（ふなつちょう）は、鹿児島県鹿児島市の町。旧薩摩国鹿児島郡鹿児島城下船津町。郵便番号は892-0831。人口は411人、世帯数は291世帯（2020年4月1日現在）。1963年（昭和38年）より船津町の全域で住居表示を実施している。

## 地理
鹿児島市の中部、甲突川下流域に位置する。町域の北方には呉服町、南方には松原町、東方には新町、西方には千日町、北東には大黒町にそれぞれ接している。
町域の中央を国道225号が南北に通っている。

### 町名の由来
船津町という町名は江戸時代頃にこの付近に船着き場があったことに由来する。

## 歴史

### 江戸時代の船津町
江戸時代には薩摩国鹿児島郡鹿児島城下のうちであった。天保年間の『天保年間鹿児島城下絵図』に「船津町」と町名が書かれているのが見える。
江戸時代には安政3年（1774年）と文政5年（1822年）の2度大火が発生している。

### 明治時代以後
明治時代前期の船津町は平民が多く住んでおり、町人街であった。1882年（明治15年）時点で船津町には松原小学が設置されていた。
1888年（明治21年）に公布された市制（明治21年法律第1号）に基づき、1889年（明治22年）2月2日に官報に掲載された「 市制施行地」（内務省告示第1号）によって鹿児島が市制施行地に指定された。3月5日には鹿児島県令第26号によって鹿児島郡のうち50町村が市制による鹿児島市の区域と定められ、4月1日に市制が施行されたのに伴い、鹿児島郡50町村（山下町、平之馬場町、新照院通町、長田町、冷水通町、上竜尾町、下竜尾町、池之上町、鼓川町、稲荷馬場町、清水馬場町、春日小路町、車町、恵美須町、小川町、和泉屋町、浜町、向江町、栄町、柳町、易居町、中町、金生町、東千石馬場町、西千石馬場町、汐見町、泉町、築町、生産町、六日町、新町、松原通町、船津町、呉服町、大黒町、堀江町、住吉町、新屋敷通町、加治屋町、山之口馬場町、樋之口通町、薬師馬場町、鷹師馬場町、西田町、上之園通町、高麗町、下荒田町、荒田村、西田村、塩屋村）の区域より鹿児島市が成立した。これに伴って船津町は鹿児島市の町名「船津町」となった。
1962年（昭和37年）に住居表示に関する法律が施行されたのに伴い、鹿児島市は鹿児島市街地域の住居表示に着手した。1963年（昭和38年）には甲突川北部地域に対して住居表示法に基づく住居表示が一斉に行われた。住居表示の実施に合わせて町の区域の再編が行われ、船津町・南林寺町・山之口町の一部より新たに千日町が設置された。同時に船津町の全域で住居表示が実施された。

### 町域の変遷
| 実施後         | 実施年             | 実施前         |
| -------------- | ------------------ | -------------- |
| 千日町（編入） | 1963年（昭和38年） | 船津町（一部） |

## 人口
| 統計年次〔年〕     | 世帯数〔世帯〕 | 総人口〔人〕 | 出典  |
| ------------------ | -------------- | ------------ | ----- |
| 1908年（明治41年） | 170            | 735          | [ 3 ] |
| 1922年（大正11年） | 177            | 1,066        | [ 3 ] |
| 1935年（昭和10年） | 198            | 1,069        | [ 3 ] |

### 国勢調査
以下の表は国勢調査による小地域集計が開始された1995年以降の人口の推移である。
| 年                 | 人口 |
| ------------------ | ---- |
| 1995年（平成7年）  | 455  |
| 2000年（平成12年） | 438  |
| 2005年（平成17年） | 407  |
| 2010年（平成22年） | 374  |
| 2015年（平成27年） | 438  |

## 施設

### 教育
- 学校法人すみれ学園鹿児島医療工学専門学校（2016年（平成28年）開校[21][22]）

## 教育

### 小・中学校の学区
市立小・中学校に通う場合、学区（校区）は以下の通りとなる。
| 町丁   | 番・番地 | 小学校               | 中学校               |
| ------ | -------- | -------------------- | -------------------- |
| 船津町 | 全域     | 鹿児島市立松原小学校 | 鹿児島市立甲東中学校 |

## 著名な出身者
- 相良徳三（1895年 - 1976年） - 美学美術史学者
船津町出身であり、京都帝国大学卒業後、大学などで教鞭をとりながら美学・美術史を研究した[24]。昭和初期には「伊集院斉」の別名で大衆文学にまつわる書籍を執筆している[25]。

## 交通

### 道路
一般国道
- 国道225号・国道226号